# Sant Daniel de Palou
Sant Daniel de Palou fou una església romànica al municipi de Sant Joan de Vilatorrada, al Bages, coneguda des del 1114 i anomenada també de Sant Andreu o Andreuet el 1331. En romanen escasses ruïnes al puig de Sant Daniel i una capella moderna del segle xviii dedicada a sant Daniel al mas Canals Vell. El poble es troba a la confluència de la riera de Fals i del Cardener. Al fogatjament de 1378 era una parròquia independent que tenia 50 focs i 5 eclesiàstics.